# Ligne de Prouvy - Thiant au Cateau
La ligne de Prouvy - Thiant au Cateau était une ligne ferroviaire française de la région Nord-Pas-de-Calais, non électrifiée, à voie unique, qui reliait la gare de Prouvy - Thiant (et indirectement celle de Valenciennes) à celle du Cateau.
Elle constitue la ligne no 252 000 du réseau ferré national.

## Historique
La loi du 17 juillet 1879 (dite plan Freycinet) portant classement de 181 lignes de chemin de fer dans le réseau des chemins de fer d’intérêt général retient en n° 12, une ligne de « Valenciennes à Laon, par ou près Le Cateau ».
La ligne est déclarée d'utilité publique par une loi le 7 avril 1879. La ligne cédée par l'État à la Compagnie des chemins de fer du Nord selon les termes d'une convention signée entre le ministre des Travaux publics et la compagnie le 5 juin 1883. Cette convention est approuvée par une loi le 20 novembre suivant.